# 山本経勝
山本 経勝（經勝、やまもと つねかつ、1904年（明治37年）11月23日 - 1958年（昭和33年）7月8日）は、昭和期の労働運動家、政治家。参議院議員（2期）。

## 経歴
愛媛県北宇和郡日吉村（現鬼北町）で生まれる。日吉村高等小学校を卒業した。
1928年（昭和3年）全国農民組合南予地方協議会青年部長に就任し農民運動に加わり、社会大衆党愛媛県連青年部長も務めた。1932年（昭和7年）10月、帝国主義反対闘争のため治安維持法違反で検挙され、1937年（昭和12年）まで5年間入獄した。出獄後、宇和島新報記者となるが、同年11月に同社編集長の紹介で福岡県遠賀郡水巻村（現水巻町）の日本炭礦（日炭）遠賀鉱業所に坑内夫として入所した。
戦後、労働組合の結成に参画し、1945年（昭和20年）日炭高松炭鉱労働組合書記長に就任。1946年（昭和21年）日本共産党福岡地方委員となる。1949年（昭和24年）日炭高松炭鉱労働組合委員長に就任し、同年、共産党から脱党した。1950年（昭和25年）日本炭鉱労働組合（炭労）が結成され同福岡地方本部事務局長となり、1952年（昭和27年）同執行委員長に就任。さらに炭労九州地方本部執行委員長、炭労政治局員、福岡地方労働委員会委員（2期）を務めた。
團伊能の衆院選立候補に伴い1955年（昭和30年）3月に実施された、第2回参議院議員通常選挙・福岡県地方区補欠選挙に左派社会党公認で出馬して初当選し、1956年（昭和31年）7月の第4回通常選挙で日本社会党公認で出馬して再選され、参議院議員に連続2期在任した。この間、参議院社会労働委員として鉱山保安問題、珪肺などの職業病対策に尽力し、また国土総合開発審議会委員などを務めた。1958年7月8日、議員在任中に東京都千代田区の参議院清水谷議員宿舎で死去した。死没日をもって勲四等旭日小綬章追贈、従五位に叙される。